# Lehann Fourie
Lehann Fourie (16 de feveiro de 1987, Heildeberg, Gauteng) é um corredor de obstáculos sul-africano. Ele estudou na Afrikaanse Hoër Seunskool (Colegial Afrikaanse para garotos, também conhecido como Affies), uma popular e renomada escola pública localizada em Petrória.
Ele se graduou na Universidade de Nebraska-Lincoln em 2010.